# Pppd
pppd es el nombre que se le da a varios programas diferentes y de autores varios, pero que tienen en común el hecho de funcionar como agente intermediario o demonio del protocolo de comunicación PPP, en distintas versiones del sistema operativo UNIX.
El daemon pppd se encarga sobre todo de la traducción de los paquetes de información provistos por el stack de protocolos IP en paquetes aceptables por el estándar PPP, pero también suele dar soporte al control de la sesión PPP (marcaje, identificación de usuario y terminación).
- Datos: Q1050348